# فرانچسکو بانیایا
فرانچسکو بانیایا (به انگلیسی: Francesco Bagnaia، تلفظ: ‎/bəˈnjaɪə/‎ bə-NY-EYE-ə؛ متولد ۱۴ ژانویه ۱۹۹۷) ملقب به پکو بانیایا، موتورسوار حرفه‌ای در کلاس موتوجی‌پی و عضو تیم دوکاتی است که ۲ بار قهرمانی جهان در سال‌های ۲۰۲۲ و ۲۰۲۳ را کسب کرده است.
پکو علاوه بر دو قهرمانی در موتوجی‌پی، یک بار نیز سال ۲۰۱۸ در کلاس موتو۲ قهرمان جهان شد. پکو بانیایا اولین عضو تیم موتورسواران آکادمی والنتینو روسی بود که توانست به عنوان قهرمانی جهان دست یابد. همچنین اولین موتورسوار ایتالیایی بود که بعد از والنتینو روسی که سال ۲۰۰۹ قهرمان جهان شد توانست دوباره قهرمانی جهان برای کشور ایتالیا به دست آورد. همچنین بعد ۱۵ سال از آخرین قهرمانی تیم دوکاتی که توسط کیسی استونر رقم خورده بود توانست بار دیگر تیم دوکاتی را قهرمان جهان کند.
او اغلب پکو نامیده می‌شود، لقبی که خواهر بزرگترش کارولا به او داده است، که در کودکی که نمی‌توانست نام فرانچسکو را تلفظ کند، او را دقیقاً پکو می‌نامید.

## خلاصه زندگی‌نامه
وی در شهر تورین ایتالیا متولد شد. و از سنین کودکی موتورسواری را با مینی موتورها شروع کرد و قهرمان مینی موتور اروپا در سال ۲۰۰۹ شد.
در سال ۲۰۱۰ در مسابقات قهرمانی مدیترانه دوم شد. سال ۲۰۱۱ در مسابقات قهرمانی اسپانیا در کلاس ۱۲۵ سی سی در رده سوم فصل قرار گرفت. در سال ۲۰۱۲ در کلاس موتو۳ اروپا سوم فصل شد.
پکو بانیایا در سال ۲۰۱۳ به تیم هوندا در کلاس موتو۳ قهرمانی جهان پیوست و هم تیمی رومانو فناتی شد ولی در آن سال نتوانست حتی یک امتیاز به دست بیارد. سال بعد عضو تیم والنتینو روسی در کی تی ام شد هر چند ۵۰ امتیاز توانست کسب کند ولی جایگاهی بهتر از شانزدهمی فصل نسیب وی نگردید. او چند سالی در کلاس موتو۳ بود سرانجام در سال ۲۰۱۷ به کلاس موتو۲ رفت در سال اول حضورش پنجم شد و در سال دوم قهرمان این کلاس شد.

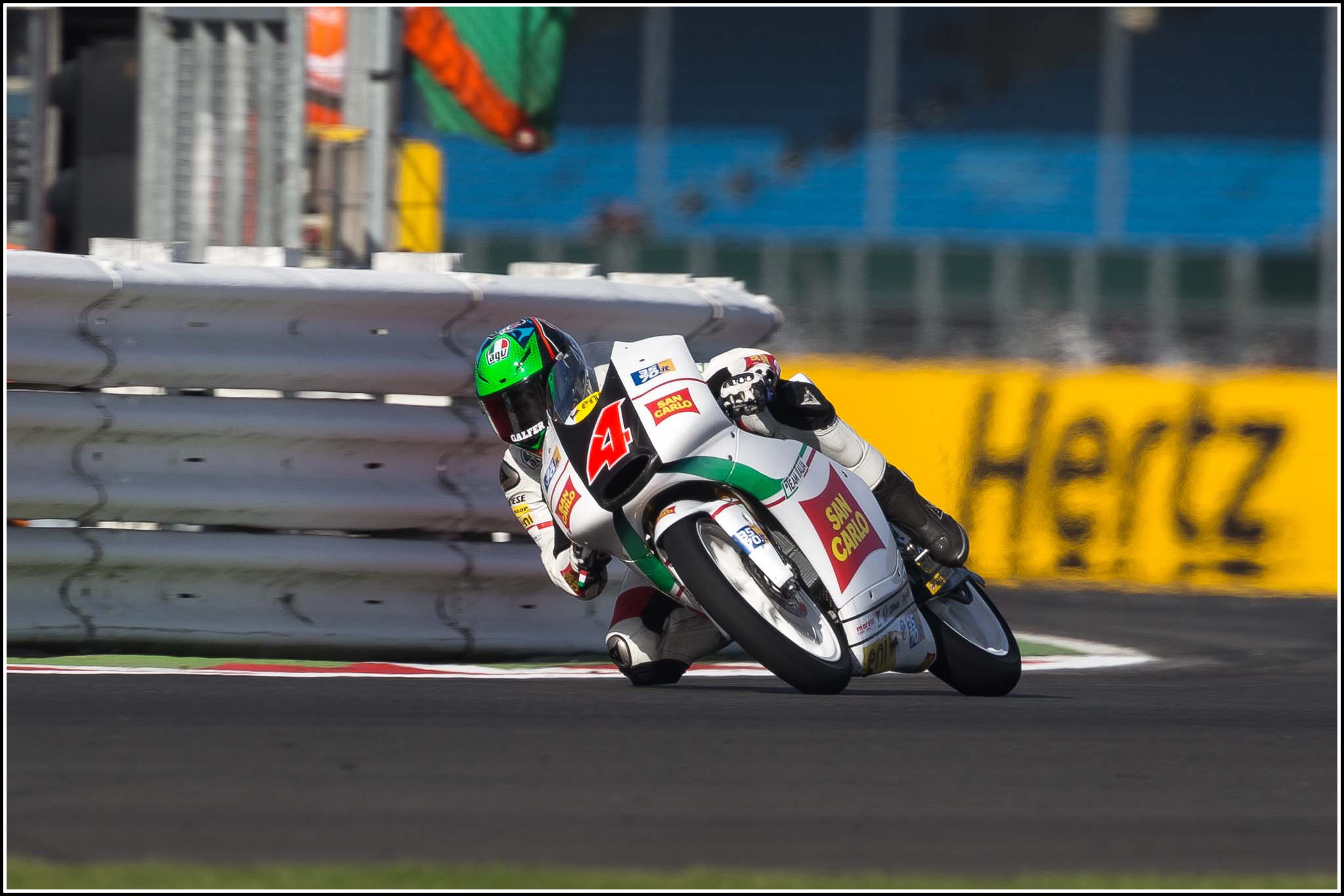
پکو بانیایا در مسابقه بریتانیا ۲۰۱۳

از سال ۲۰۱۹ عضو تیم دوکاتی در کلاس موتوجی پی شد هر چند در دو سال اول حضورش در تیم پراماک دوکاتی توفیقی کسب نکرد اما به تیم اصلی دوکاتی رفت و در سال ۲۰۲۱ بعد از فابیو کوارتارارو نائب قهرمان جهان شد و در سالهای ۲۰۲۲ و ۲۰۲۳ قهرمان جهان در کلاس موتوجی پی به دست آورد.

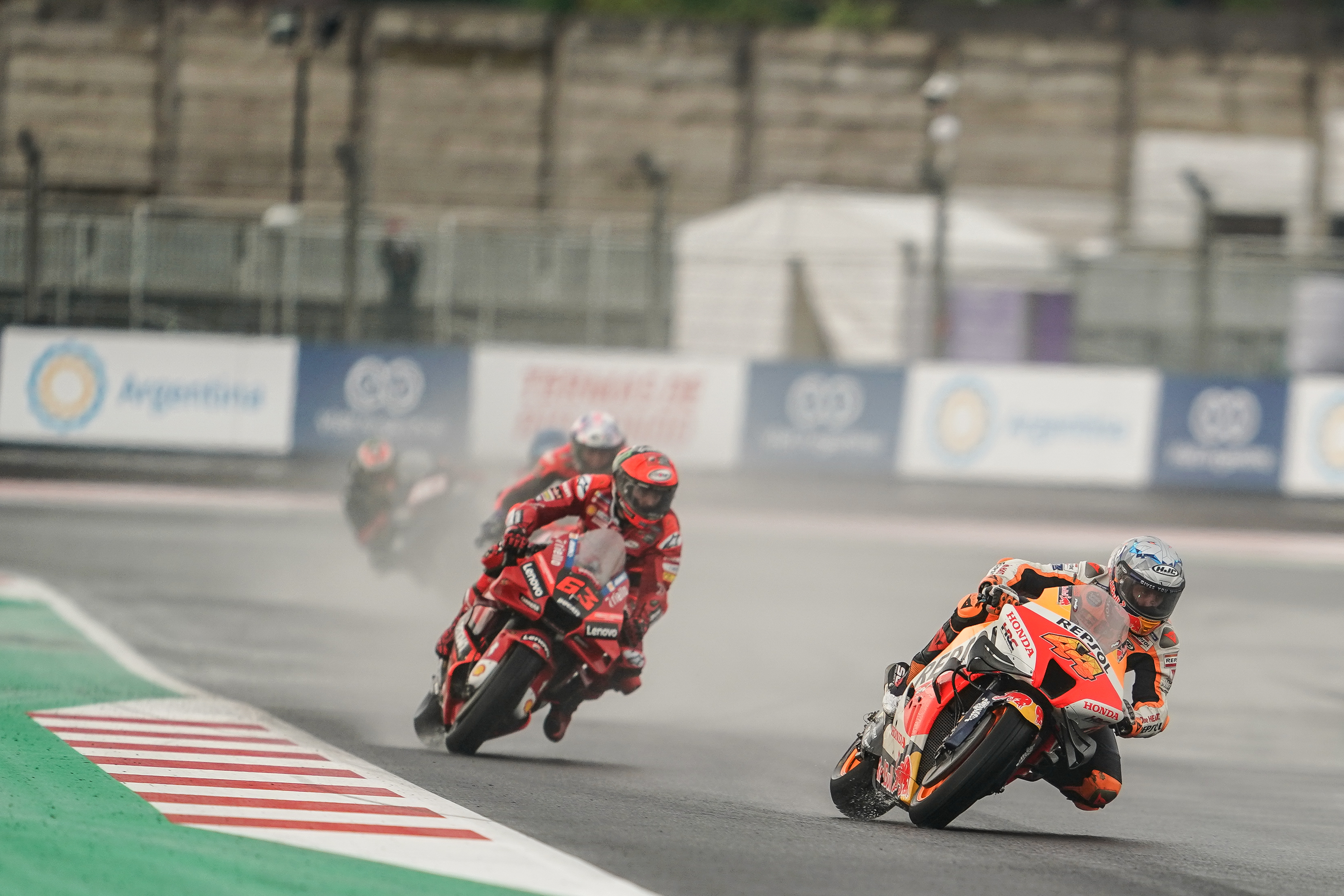
گرندپری اندونزی ۲۰۲۲

## جدول عملکرد
| فصل   | کلاس   | موتور    | تیم           | مسابقه | برد | روی سکو | پل پزیشن | Fast Lap | امتیاز | جایگاه فصل |
| ----- | ------ | -------- | ------------- | ------ | --- | ------- | -------- | -------- | ------ | ---------- |
| ۲۰۱۳  | موتو۳  | هوندا    | تیم سن کارلو  | ۱۷     | ۰   | ۰       | ۰        | ۰        | ۰      | ۰          |
| ۲۰۱۴  | موتو۳  | کی تی ام | تیم VR46      | ۱۶     | ۰   | ۰       | ۰        | ۱        | ۵۰     | ۱۶         |
| ۲۰۱۵  | موتو۳  | مهیندرا  | مپفر مهیندرا  | ۱۸     | ۰   | ۱       | ۰        | ۱        | ۷۶     | ۱۴         |
| ۲۰۱۶  | موتو۳  | مهیندرا  | آسپار مهیندرا | ۱۸     | ۲   | ۶       | ۱        | ۰        | ۱۴۵    | ۴          |
| ۲۰۱۷  | موتو۲  | کلکس     | تیم VR46      | ۱۸     | ۰   | ۴       | ۰        | ۰        | ۱۷۴    | ۵          |
| ۲۰۱۸  | موتو۲  | کلکس     | تیم VR46      | ۱۸     | ۸   | ۱۲      | ۶        | ۳        | ۳۰۶    | ۱          |
| ۲۰۱۹  | MotoGP | دوکاتی   | پراماک ریسینگ | ۱۸     | ۰   | ۰       | ۰        | ۰        | ۵۴     | ۱۵         |
| ۲۰۲۰  | MotoGP | دوکاتی   | پراماک ریسینگ | ۱۱     | ۰   | ۱       | ۰        | ۲        | ۴۷     | ۱۶         |
| ۲۰۲۱  | MotoGP | دوکاتی   | دوکاتی لنوو   | ۱۸     | ۴   | ۹       | ۶        | ۴        | ۲۵۲    | ۲          |
| ۲۰۲۲  | MotoGP | دوکاتی   | دوکاتی لنوو   | ۲۰     | ۷   | ۱۰      | ۵        | ۳        | ۲۶۵    | ۱          |
| ۲۰۲۳  | MotoGP | دوکاتی   | دوکاتی لنوو   | ۱۹     | ۷   | ۱۵      | ۷        | ۳        | ۴۶۷    | ۱          |
| ۲۰۲۴  | MotoGP | دوکاتی   | دوکاتی لنوو   | ۲۰     | ۱۱  | ۱۶      | ۶        | ۶        | ۴۹۸    | ۲          |
| مجموع | مجموع  | مجموع    | مجموع         | ۲۱۱    | ۳۹  | ۷۴      | ۳۱       | ۲۳       | ۲۳۳۴   | -          |